# José Alfredo de Llerena
José Alfredo de Llerena (Guayaquil, 1912 - 1977) fue un escritor ecuatoriano, miembro del rupturista grupo literario Elan, que se caracterizó por su innovación y creatividad dentro de la lírica de vanguardia en el Ecuador del siglo XX.

## Biografía
Cursa sus estudios secundarios en el Instituto Nacional Mejía. En 1934, a los 22 años, publicó su primer poemario, de Agonía y paisaje del caballo, obra que fue un desconcertante y provocador reto lanzado contra la vieja manera retórica, frente a la que adopta una ironía comprensiva. Ya para entonces era parte de uno de los grupos literarios emblemáticos de principios de siglo: el grupo Elan, formado por Ignacio Lasso, Augusto Sacoto Arias, Alejandro Carrión y Atanasio Viteri, entre otras figuras. Escribió algunos ensayos, pero se le conoce principalmente por su obra poética. Incorporado a las corrientes modernistas, también cultivó el relato (Segunda vida de una santa, 1953; Oleaje en la tierra, 1955) y el ensayo (Aspectos de la fe artística, 1938; y Ecuador, perfil de su progreso, 1960). Sus narraciones se caracterizan por su orientación social.

### Poesía
- Agonía y paisaje del caballo (Quito, 1934)
- Madre naturaleza (Quito, 1969)
- Hebra del tiempo (Quito, 1972).

### Cuento
- Segunda vida de una santa (Quito, 1953).

### Novela
- Oleaje en la tierra (Quito, 1955).

### Ensayo
- Aspectos de la fe artística (Quito, 1938)
- La pintura ecuatoriana del siglo XX (Quito, 1942).

### Consta en las antologías
- Índice de la poesía ecuatoriana contemporánea (Santiago de Chile, 1937)
- Los de Elan y una voz grande (Guayaquil, s.f.)
- Antología poética de Quito (Quito, 1977)
- Poesía viva del Ecuador (Quito, 1990).